# Andrea Ferris
Andrea Ferris Quintero (21 de septiembre de 1987) es una atleta panameña especialista en carreras de fondo. Ocupó el primer lugar en el ranking mundial de la Asociación Internacional de Federaciones de Atletismo (IAAF por sus siglas en inglés) en la especialidad de los 800 metros planos en el año 2010. Además de los 800 metros planos, ha ganado medallas en los 1500 metros y 3000 metros planos y con obstáculos.

## Competencias en 2010

### IX Juegos Deportivos Centroamericanos

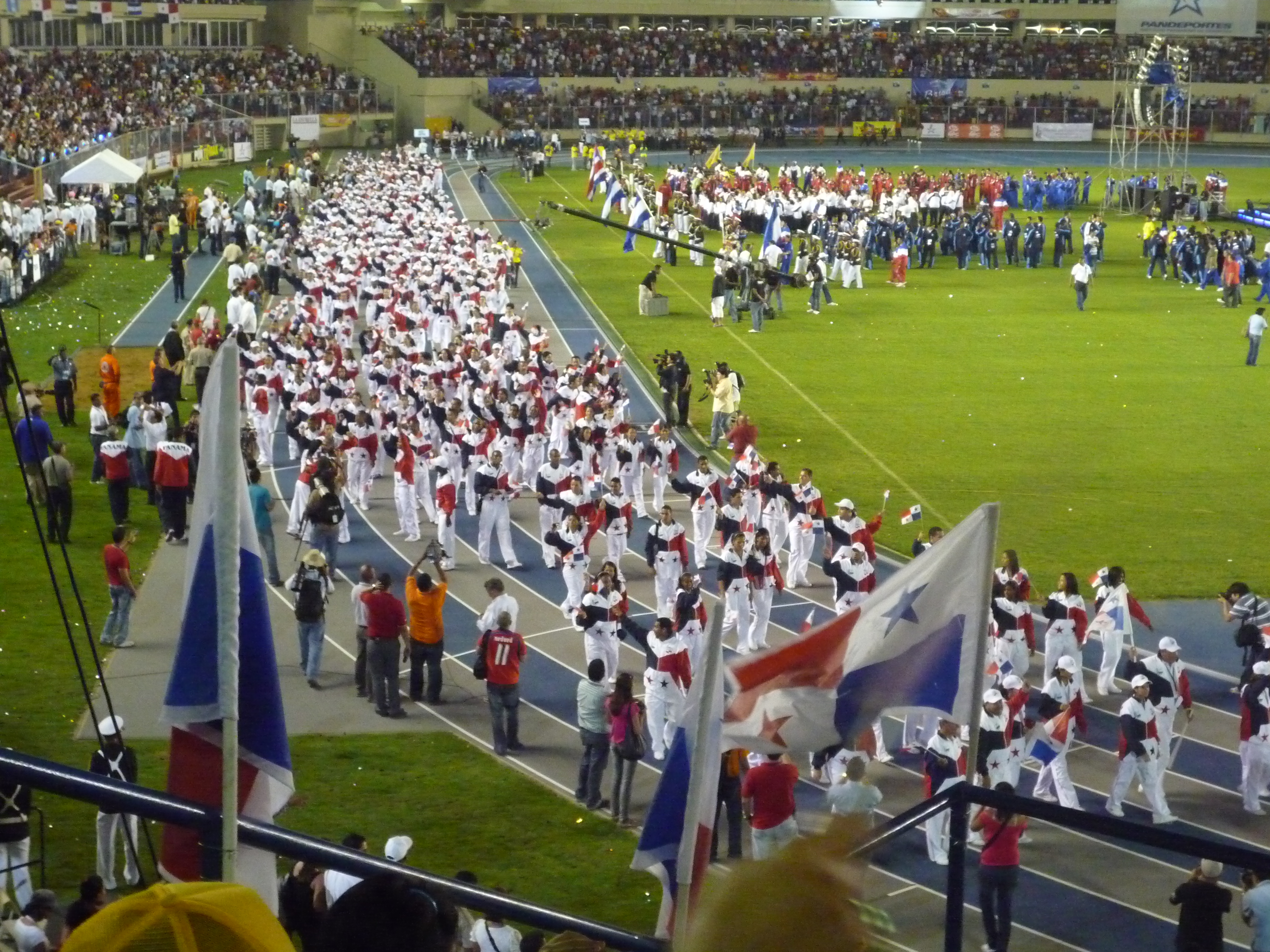
Delegación panameña en los IX Juegos Deportivos Centroamericanos. Andrea Ferris fue una de las más destacadas atletas del grupo panameño.

Andrea Ferris tuvo una actuación destacada en los IX Juegos Deportivos Centroamericanos, celebrados en la Ciudad de Panamá en el año 2010.  Obtuvo medalla de oro en los 800 metros planos con un registro de 2:02.52 minutos, tiempo que superó la marca vigente hasta ese momento, perteneciente a la australiana Katherine Katsavenaris con 2:03.04 minutos. Sin embargo Ferris no pudo superar el récord mundial de esta especialidad que mantiene desde 1983 la atleta checa Jarmila Kratochvilava.
En los 1500 metros planos, Ferris obtiene su segunda medalla de oro con un tiempo de 4:18.38 minutos, implantando un nuevo récord nacional y centroamericano en esta modalidad. En esta competencia, la panameña Rolanda Bell obtuvo medalla de plata con tiempo de 4:26.09 minutos y la salvadoreña Gladis Landaverde con tiempo de 4:26.58 minutos, obtuvo medalla de bronce.
En los 3000 metros con obstáculos Ferris obtiene su tercera medalla de oro al completar la prueba con tiempo de 10:13.20 minutos, estableciendo otro récord nacional y centroamericano.
De igual manera, Ferris contribuyó al triunfo de Panamá en la competencia de relevo de 4 x 400 metros en la que el equipo obtuvo medalla de oro con tiempo de 3:50.53 minutos. Además de Ferris, participaron en este equipo las atletas Mardel Alvarado, Rolanda Bell y Yelena Alvear.
Sus logros en estos juegos le merecieron el primer lugar en el ranking mundial de la Federación Internacional de Asociaciones Atléticas (IAAF) en la especialidad de los 800 metros planos.

### XIV Campeonato Iberoamericano de Atletismo

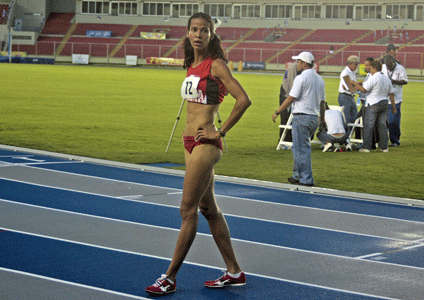
Andrea Ferris en uno de sus entrenamientos.

En el XIV Campeonato Iberoamericano de Atletismo, celebrado en San Fernando, Cádiz, España Ferris obtiene la única medalla de oro para Panamá, al cruzar la meta en los 800 metros con tiempo de 2:02.86 minutos. En esta prueba Ferris superó a la cubana Rosemary Almanza que marcó 2:03.03 minutos y a Indira Terrero con tiempo de 2:03.24 minutos.

### XXI Juegos Centroamericanos y del Caribe
En los XXI Juegos Centroamericanos y del Caribe celebrados en Mayagüez, Puerto Rico en 2010, Andrea Ferris compitió en los 800 metros y los 1500 metros planos.  En los 800 metros planos obtuvo medalla de plata con tiempo de 2:04.16 minutos. En esta competencia la colombiana Rosibel García obtuvo la medalla de oro con tiempo de 2:03.77 minutos y la guyanesa Marian Burnett obtuvo medalla de bronce con tiempo de 2:04.45 minutos. En los 1500 metros planos, Ferris arribó de quinta con tiempo de 4:25.21 minutos.

### Otras competencias
En mayo de 2010, Andrea Ferris compitió en Grand Prix de Atletismo, realizado en Belém, Brasil. En esta competencia Ferris cruzó la línea de meta al mismo tiempo que la guyanesa Marian Burnett, a los 2:02.78 minutos, por lo que la ganadora fue declarada mediante "photofinish". Luego de analizar la fotografía de las competidoras cruzando la línea de meta se estableció que la ganadora de la medalla de oro era Andrea Ferris. La corredora de Etiopía, Meskerem Assefa obtuvo la medalla de bronce con un tiempo de 2.03.23 minutos.

## Competencias en 2011

### Campeonato Sudamericano de Atletismo
En el Campeonato Sudamericano de Atletismo celebrado en Buenos Aires, Argentina, Ferris ganó medalla de plata para Panamá, al terminar la competencia con tiempo de 2:05.13 minutos.  La corredora venezolana Rosibel García se llevó el primer lugar con tiempo de 2.04.76 minutos.

## Competencias en 2012
En el Grand Prix de Ponce en Puerto Rico, celebrado el 12 de abril, terminó con 2:01.63 minutos , y bajó su marca logrando un nuevo récord nacional y centroamericano.

## Otros atletas en su familia
La familia Ferris es reconocida en la ciudad de La Chorrera por su talento en los deportes. De los nueve hermanos de Andrea Ferris, cinco de ellos son atletas y poseen sendas marcas nacionales. Todos entrenan en la pista de la Escuela Pedro Pablo Sánchez, en La Chorrera.
Su hermana, Francisca Ferris tiene desde el 2007 el récord nacional en 10 mil metros caminata y en 5 mil metros marcha, mientras que otra de sus hermanas, María Ferris, tiene el récord en los 3000 metros con obstáculos.